# Mr. Robot
Mr. Robot je americký dramatický televizní seriál, premiérově vysílaný na stanici USA Network od 24. června 2015. Titulní roli sociálně úzkostného a depresivního hackera Elliota Aldersona ztvárnil Rami Malek. Druhá řada následovala od 13. července 2016 a třetí od 11. října 2017. Pro rok 2019 byla ohlášena čtvrá série.
V prosinci 2017 bylo oznámeno, že seriál získal čtvrtou řadu, která je finální řadou seriálu. Její premiérové vysílání začalo 6. října 2019.

## Příběh
Seriál sleduje mladého programátora Elliota, který zdokonalil umění počítačového hackerství. Elliot trpí vysilující sociální fobií. Má pocit, že se s okolním světem může bavit pouze tak, že hackuje jejich přístroje. Když zrovna nepracuje jako inženýr kybernetické bezpečnosti, používá své hackerské dovednosti k ochraně těch, na kterých mu záleží. Svět Elliota, rozčarovaného z moderní společnosti, se náhle změní poté, co potká Mr. Robota, záhadného vůdce tajné hackerské organizace Fsociety, která chce s jeho pomocí zničit nadvládu 1% z 1% nejmocnějších lidí světa a zažehnout celosvětovou revoluci.

## Obsazení

### Hlavní
- Rami Malek jako Elliot Alderson, bezpečnostní inženýr v AllSafe, hacker. Trpí klinickou depresí, bludy a sociální úzkostí, kvůli které se izoluje od ostatních lidí.
- Christian Slater jako Mr. Robot/Edward Alderson, táta Elliota, který přivede Elliota do ilegální hackerské skupiny s názvem fsociety.
- Carly Chaikin jako Darlene Alderson, jedna z hackerů v fsociety, Elliotova sestra.
- Portia Doubleday jako Angela Moss, Elliotova kamarádka z dětství a spoluzaměstnanec v AllSafe.
- Martin Wallström jako Tyrell Wellick, ambiciózní viceprezident technologií v Evil Corpu.
- Gloria Reuben jako Krista Gordon, Elliotova psychiatrička.
- Michael Cristofer jako Phillip Price, generální ředitel Evil Corpu.
- Stephanie Corneliussen jako Joanna Wellick, Tyrellova manželka,která hovoří dánsky se svým švédsky mluvícím manželem.
- Grace Gummer jako Dominique "Dom" DiPierro, agentka FBI.
- BD Wong jako Whiterose, vedoucí DarkArmy.
- Elliot Villar jako Fernando Vera, Shaylin dodavatel drog a Elliotův jediný dodavatel suboxonu, který má jedinečnou nebezpečnou filozofii a je posedlý Shaylou.

### Vedlejší
- Michel Gill jako Gideon Goddard, generální ředitel AllSafe.
- Frankie Shaw jako Shayla Nico, Elliotova přítelkyně a překupnice drog.
- Bruce Altman jako Terry Colby, bývalý technický ředitel společnosti Evil Corp, který byl napaden fsociety.
- Ben Rappaport jako Ollie Parker, Angely přítel a zaměstnanec v AllSafe.
- Aaron Takahashi jako Lloyd Chong, Elliotův spolupracovník v AllSafe.
- Ron Cephas Jones jako Leslie Romero, člen fsociety.
- Sunita Mani jako Shama "Trenton" Biswas, členka fsociety.
- Azhar Khan jako Sunil "Mobley" Markesh, člen fsociety.
- Michael Drayer jako Francis "Cisco" Shaw, Darlenin bývalý přítel, který se stýká s čínskou hackerskou skupinou, Dark Army.
- Michele Hicks jako Sharon Knowles, manželka Scotta Knowlese.
- Brian Stokes Mitchell jako Scott Knowles, kandidát na technického ředitele Evil Corpu po Colbyho zatčení.
- Sakira Jaffrey jako Antara Nayar, právnička Angely.

## Vysílání
| Řada | Díly | Premiéra v USA    | Premiéra v USA    |
| Řada | Díly | První díl         | Poslední díl      |
| ---- | ---- | ----------------- | ----------------- |
| 1    | 10   | 24. června 2015   | 2. září 2015      |
| 2    | 12   | 13. července 2016 | 21. září 2016     |
| 3    | 10   | 11. října 2017    | 13. prosince 2017 |
| 4    | 13   | 6. října 2019     | 22. prosince 2019 |